# Áed Bennán mac Crimthainn
Áed Bennán mac Crimthainn (mort en 618) a peut-être été un roi de Munster (en irlandais : Muman), l'un des cinq royaumes d'Irlande. Il appartenait à la famille des Eóganacht Locha Léin, une branche du clan des Eóganachta descendant de Caipre Luachra mac Cuirc, fils de Corc mac Luigthig, le fondateur de Cashel au milieu du IVe siècle. Caipre Luachra était un descendant à la 6e génération d'Éogan Mór, l'ancêtre de tous les Eóganachta. 

## Biographie
Il est attesté qu'il a régné a minima sur la partie occidentale du royaume de Muman, Íarmumu. Il était l'arrière-petit-fils de Dauí Iarlaithe mac Maithni, qui fut lui aussi peut-être un roi de Muman appartenant à la même branche. 
Il y a discussion dans les sources à propos de son règne ainsi que celui de Fíngen mac Áedo Duib (mort en 618) de la branche des Eóganacht Chaisil. Les Annales de Tigernach l'appellent roi de Muman et le placent avant Fíngen. Les Annales d'Ulster et les Annales d'Innisfallen ne lui donnent pas de titre au moment de sa mort. Dans les Annales des quatre maîtres, il est seulement roi de Iarmuman et meurt en 614. Toutefois, dans le Chronicon Scotorum, il est qualifié de grand roi de Muman. 
Dans les Annales des quatre maîtres, il est dit de lui au moment de sa mort : 
Aedh Beannan,
Des Eóghanacht de Iar-Luachair,—
Malheureuse la richesse dont il était le roi !
Heureux le pays dont il était le pasteur.
Lorsqu'il agitait son bouclier,
Ses ennemis se soumettaient aussitôt ;
Et bien que ce n'était qu'une petite chose sur son dos,
Il était le rempart de Iarmuman.
Dans la saga Mór de Muman et la mort violente de Cuanu mac Ailchine, sa fille, Mór Muman (décédée en 636) épousa Fíngen puis plus tard son successeur, Cathal mac Áedo (mort en 627), lui transferrant ainsi la royauté. Une autre de ses fille, Ruithchern, fut la cause de la guerre entre les branches de Loch Lein et de Glendamnach la génération suivante. Cette guerre pourrait refléter le pouvoir étendu à cette époque des différentes branches de la famille ainsi que celui des royaumes de Corcu Loígde, de Corcu Duibne et des Ciarraige de Iarmuman. D'autres tribus sont également mentionnées, dont les Corcu Mruad et les Corcu Baiscind de Thomond. 
Ses fils connus sont 
- Máel Dúin mac Áedo Bennán (roi de Íarmumu, mort en 662[11])
- Cummíne arrière grand-père de Máel Dúin mac Áedo.

## Sources
- (en) Annales de Tigernach sur CELT: Corpus of Electronic Texts dans University College Cork.
- (en) Annales des quatre maîtres sur CELT: Corpus of Electronic Texts dans University College Cork.
- (en) Annales d'Inisfallen sur CELT: Corpus of Electronic Texts dans University College Cork.
- (en) Annales d'Ulster sur CELT: Corpus of Electronic Texts dans University College Cork.
- (en) Francis J. Byrne, Irish Kings and High-Kings, Table 15, Four Courts Press, Dublin (2001).  (ISBN 978-1-85182-196-9).
- (en) Daniel P. McCarthy, The Chronology of the Irish Annals, Proceedings of the Royal Irish Academy (1998).
- (en) Geoffrey Keating, History of Ireland, sur CELT: Corpus of Electronic Texts dans University College Cork.
- (en) Édition révisée des synchronismes de McCarthy, Trinity College Dublin.
- (en) Dan M. Wiley, Mór Muman, Cycles des Rois.